# Acqua di Parma

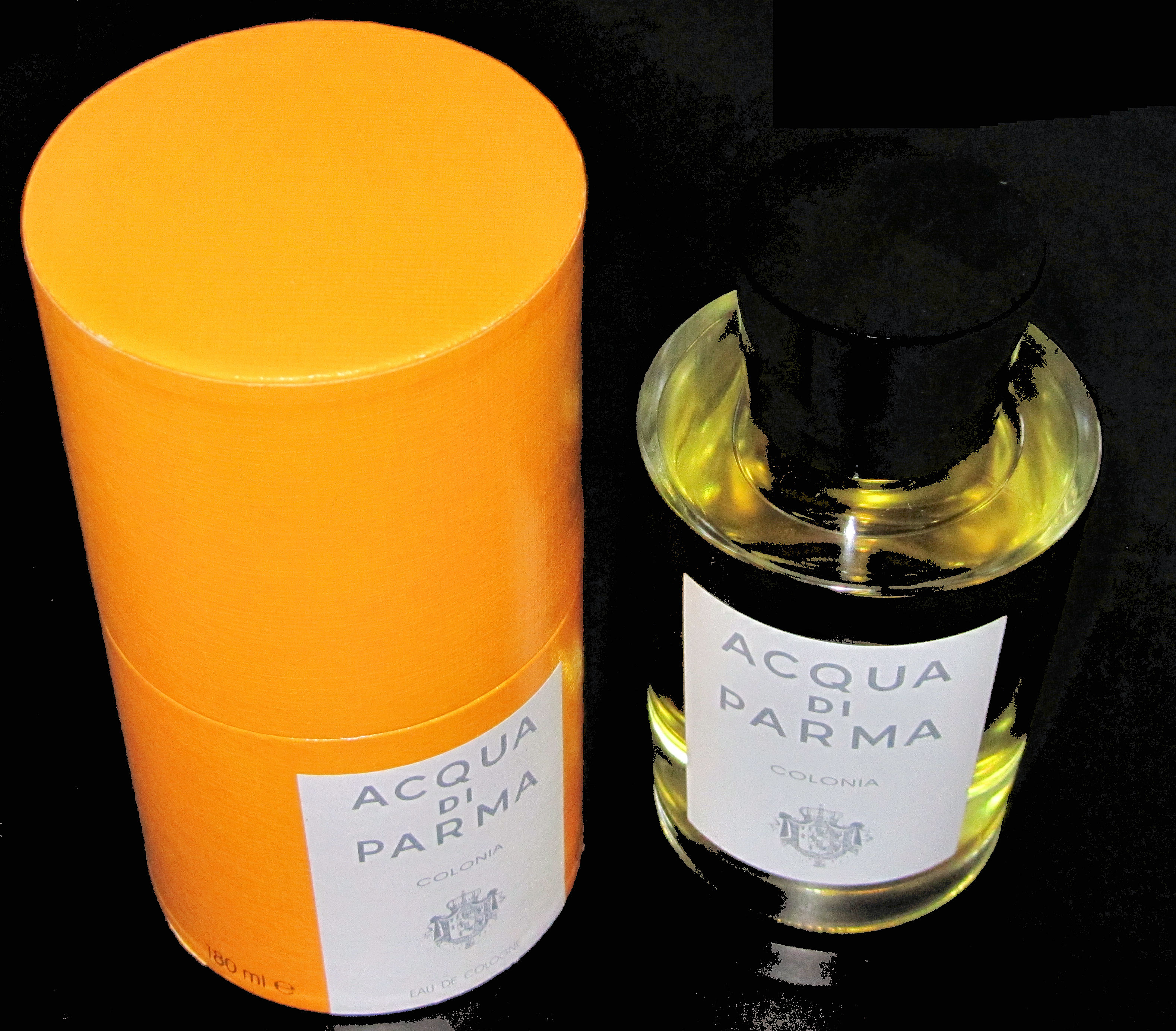
Acqua di Parma, Colonia

Acqua di Parma är ett italienskt livsstilsmärke som startade år 1916 i den Italienska staden Parma. Dess första cologne "Colonia" har följts av nyare herrdofter såsom "Colonia Assoluta" och "Colonia Intensa". Under de senare åren har sortimentet även utökats med damparfymer och rakningsprodukter. I dagsläget produceras Acqua di Parma enbart i Italien och har sitt säte i Milano. Varumärket ägs sedan 2003 av företaget LVMH som även äger Moët & Chandon och Louis Vuitton.